# Ilja Kabakov
Ilja Kabakov (30. září 1933, Dněpropetrovsk – 27. května 2023) byl ukrajinský umělec žijící v New Yorku. Je zakladatelem Moskevského konceptualismu a jedním z umělců, který patří do první linie mezinárodních celebrit současného umění. V roce 1987 dostal Kabakov tříměsíční stipendium Uměleckého spolku Štýrského Hradce, z něhož se už do Sovětského svazu nevrátil.